# キケ・ペレス
エンリケ・"キケ"・ペレス・ムニョス（Enrique "Kike" Pérez Muñoz 、1997年2月14日 - ）は、スペイン・カスティーリャ・ラ・マンチャ州ガルベス出身のサッカー選手。ヴェネツィアFC所属。ポジションはミッドフィールダー。

## クラブ経歴
カスティーリャ・ラ・マンチャ州のガルベスに生まれ、2013年にラージョ・バジェカーノの下部組織に加入した。Bチームまでは昇格したものの、トップチーム昇格は叶わず、　2017年8月9日にCDルーゴと2年契約を結んだ。
ルーゴでの1シーズン目はBチームであるCCDセルセダに、2シーズン目にはレアル・バリャドリードのリザーブチームにレンタルされた。
レアル・バリャドリードのリザーブチームで結果を残したことでレンタル終了後の2019年6月14日、バリャドリードへの完全移籍が決まり、4年契約を交わした。2020年8月11日、正式にトップチーム昇格が発表された。
2022年1月13日、エルチェCFへシーズン終了までレンタル移籍をした。
2023年8月10日、カンテラ時代を過ごしたラージョ・バジェカーノへ1シーズンのレンタル移籍をした。
2025年1月29日、ヴェネツィアFCに2年半契約で移籍した。